# Route nationale 599
Pour les articles homonymes, voir Route 599.
La route nationale 599 ou RN 599 était une route nationale française reliant Marvejols à Saint-Amans. À la suite de la réforme de 1972, elle a été déclassée en RD 999.

## Histoire
La RN 599, d'une longueur de 55 km reliait à l'origine Marvejols à Ancette. Un arrêté du 9 mars 1966 a déclassé le tronçon de Saint-Amans à Ancette en routes départementales (RD 3, RD 59, RD 34, RD 5). La RN 599 est donc réduite au tronçon de Marvejols à Saint-Amans. Le dernier tronçon de la RN 599 a été déclassé en RD 999 à la suite de la réforme de 1972.

## Ancien tracé de Marvejols à Saint-Amans (D 999)
- Marvejols
- Lachamp
- Ribennes
- Saint-Amans

## Ancien tracé de Saint-Amans à Ancette (D 3, D 59, D 34, D 5)
- Estables
- La Villedieu
- Ancette, commune de Saint-Symphorien